# Дураковичи (община Власеница)
Дураковичи (на сръбски: Дураковићи) е село в Босна и Херцеговина, разположено в община Власеница, в ентитета на Република Сръбска. Намира се на 560 метра надморска височина. Населението му според преброяването през 2013 г. е 55 души, от тях: 55 (100,00 %) бошняци.

## Население
Численост на населението според преброяванията през годините:
- 1961 – 111 души
- 1971 – 177 души
- 1981 – 248 души
- 1991 – 119 души
- 2013 – 55 души